# Саками (езеро)
Езеро Саками (на френски: Lac Sakami) е 9-о по големина езеро в провинция Квебек. Площта му, заедно с островите в него е 592 км2, която му отрежда 73-то място сред езерата на Канада. Площта само на водното огледало без островите е 533 км2. Надморската височина на водата е 186 м.
Езерото се намира в западната част на провинцията, на 130 км източно от бреговете на залива Джеймс (южната част на Хъдсъновия залив). Максимална дълбочина 113 м. Езерото Саками се простира от юг на север на около 60 км, със силно разчленена брегова линия с множество ръкави, заливи и острови (площ 59 км2). През северната част на езерото протича река Саками, която след като изтече от езерото се влива в новоизградения голям язовир Робер Бурас на река Ла Гранд.